# Хусейн аль-Халіді
Хусейн аль-Халіді (араб. حسين فخري الخالدي; 1895 — 26 грудня 1966) — йорданський політик, голова уряду Йорданії у квітні 1957 року.

## Життєпис
Халіді працював лікарем у департаменті охорони здоров'я в Халебі. Від 1934 до 1937 року був мером Єерусалима. 1937 року перебував у вигнанні на Сейшельських островах. 1943 року повернувся до Палестини й за два роки знову став членом Верховного арабського комітету, а ще за рік — його секретарем.
Халіді входив до складу «Всепалестинського уряду», який було встановлено за допомогою Єгипту у вересні 1948 року в Секторі Гази. У Йорданії він очолив міністерство закордонних справ і ненадовго — уряд королівства.